# Varignana
Varignana (in passato nota anche come Variniana e Vargnano) è una frazione del comune di Castel San Pietro Terme nella Città metropolitana di Bologna.
Insieme a quello di Castel San Pietro Terme, quello di Varignana è l'unico dei due borghi storici del comune.

## Geografia fisica
Varignana si erge sopra un piccolo colle ai piedi dell'Appennino tosco-emiliano ad un'altezza di 194 m. Il principale corso d'acqua più vicino è il Torrente Quaderna al quale si aggiungono diversi piccoli rii. Tali corsi d'acqua garantiscono in parte l'approvvigionamento idrico per le colture agricole presenti sul territorio anche grazie alla presenza di alcuni bacini artificiali. Il territorio attorno a Varignana si presenta ricco di campi coltivati (adibiti in gran parte a ulivi e vigne), calanchi e qualche area boschiva in particolare nelle prossimità dei vari corsi d'acqua.

## Storia

### Le origini e le vicende militari del Medioevo e del Cinquecento

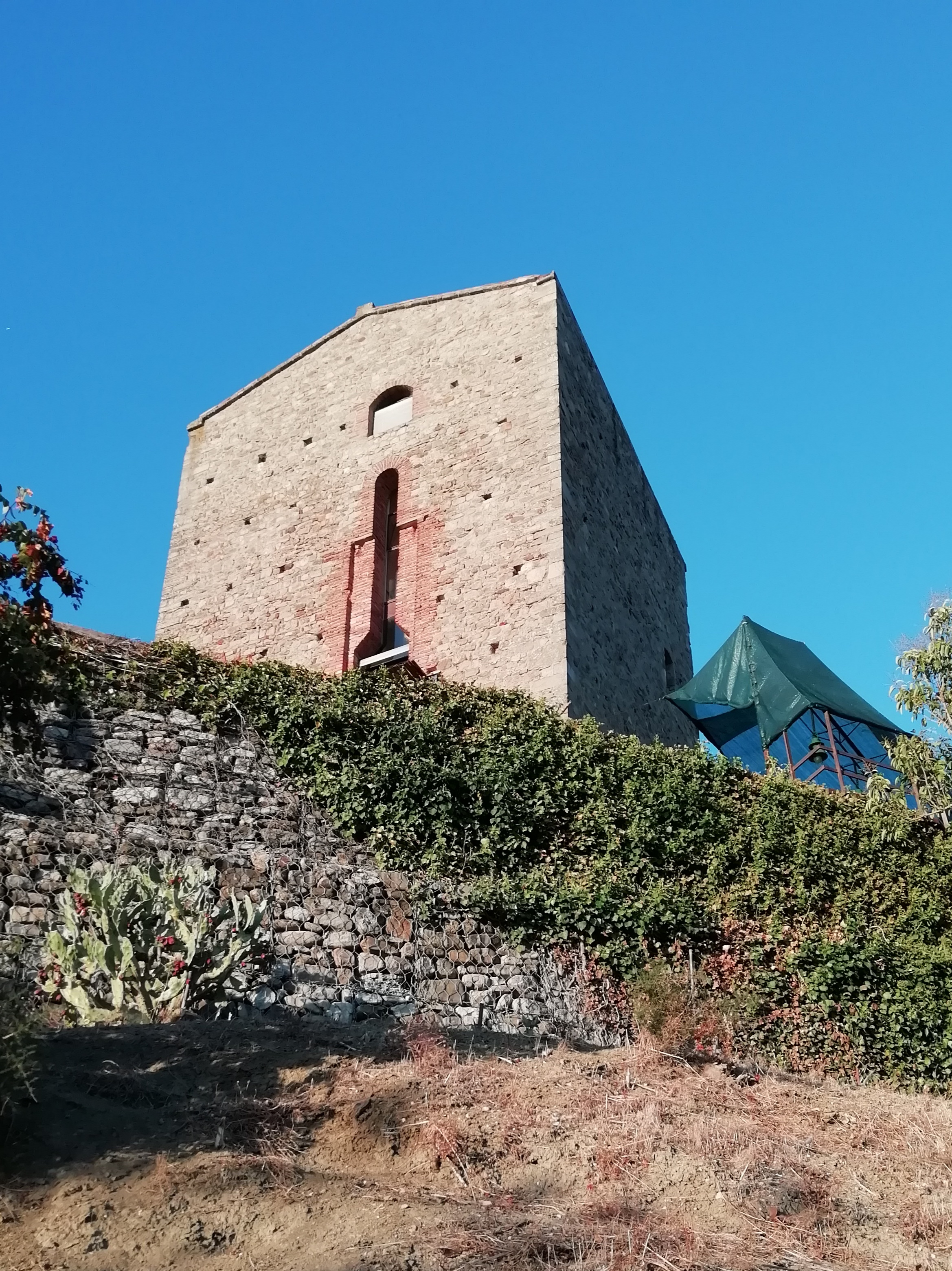
La Torre Malvezzi

La prima fonte scritta che attesti l'esistenza di Varignana risale all'anno 999. Si tratta di un contratto stipulato tra due privati circa l'affitto di un bene immobiliare, nel quale viene citata la vicinanza della proprietà in questione al "castello chiamato Variniana". Tuttavia si ritiene che la nascita del borgo risalga a molti anni prima, dal momento che essa sembrerebbe essere strettamente legata alla distruzione della grande città romana di Claterna, avvenuta nel V secolo, e al fenomeno dell'incastellamento tipico della fine del primo millennio, secondo cui le popolazioni della pianura, per ragioni militari di difesa, erano solite ritirarsi nelle colline.
A conferma di una fondazione già precedente all'anno mille vi è anche la presenza di una cripta risalente al IX secolo. La cripta rappresenta il nucleo originario di una chiesa che venne poi ampliata fino a diventare, insieme alla canonica adiacente, un vero e proprio castello. Varignana infatti, come del resto varie realtà cittadine nel Medioevo, subì diversi attacchi militari da varie compagini militari, e per questo motivo fu costretta a rinforzare le sue infrastrutture di difesa. In particolare a seguito di un attacco avvenuto nel 1297 per mano di Maghinardo Pagani da Susinana, il paese si vide costretto a costruire nuove fortificazioni, fra le quali una torre posta a sud-ovest del paese. 
Tra il XIII e XIV secolo vi fiorì una delle più celebri dinastie mediche, di cui il capostipite fu Giovanni da Varignana, che operò nella metà del XIII secolo e morì nel 1278; suo figlio Bartolomeo tenne scuola presso l'ateneo bolognese e fu tra i primi medici ad ottenere l'autorizzazione a sezionare pubblicamente i cadaveri per studio e insegnamento.
Nel 1360 Varignana, entrata in possesso del Cardinale Egidio Albornoz, dovette abbattere le sue fortificazioni, come punizione per l'atteggiamento ribelle avuto nei confronti del prelato. Sempre in quel periodo tuttavia, il Comune di Bologna costrinse il paese a ricostruire le sue fortificazioni e a ristrutturare le torri ad esso annesse. Tra le diverse vicende militari susseguitesi nei secoli successivi, è degno di nota l'attacco del celebre Duca Valentino, il figlio di Papa Alessandro VI Borgia, il quale nel 1501 conquistò e saccheggiò anche il piccolo castello di Varignana.

### L'età moderna
Durante il corso dell'età moderna, Varignana fu costantemente legata alla numerose vicende che riguardavano le più importanti famiglie bolognesi. Nel Seicento infatti, con l'insediamento e la ristrutturazione di diverse proprietà di campagna da parte di alcune famiglie senatorie bolognesi, il territorio attorno al castello di Varignana conobbe un periodo florido. Tra le famiglie più importanti che si insediarono nei pressi di Varignana vi furono i Malvezzi (dei quali oggi si può ammirare l'imponente Palazzina Malvezzi), gli Ercolani e i Bargellini (dei quali oggi si può ammirare il Palazzo Bargellini Bentivoglio, costruito nel 1705).

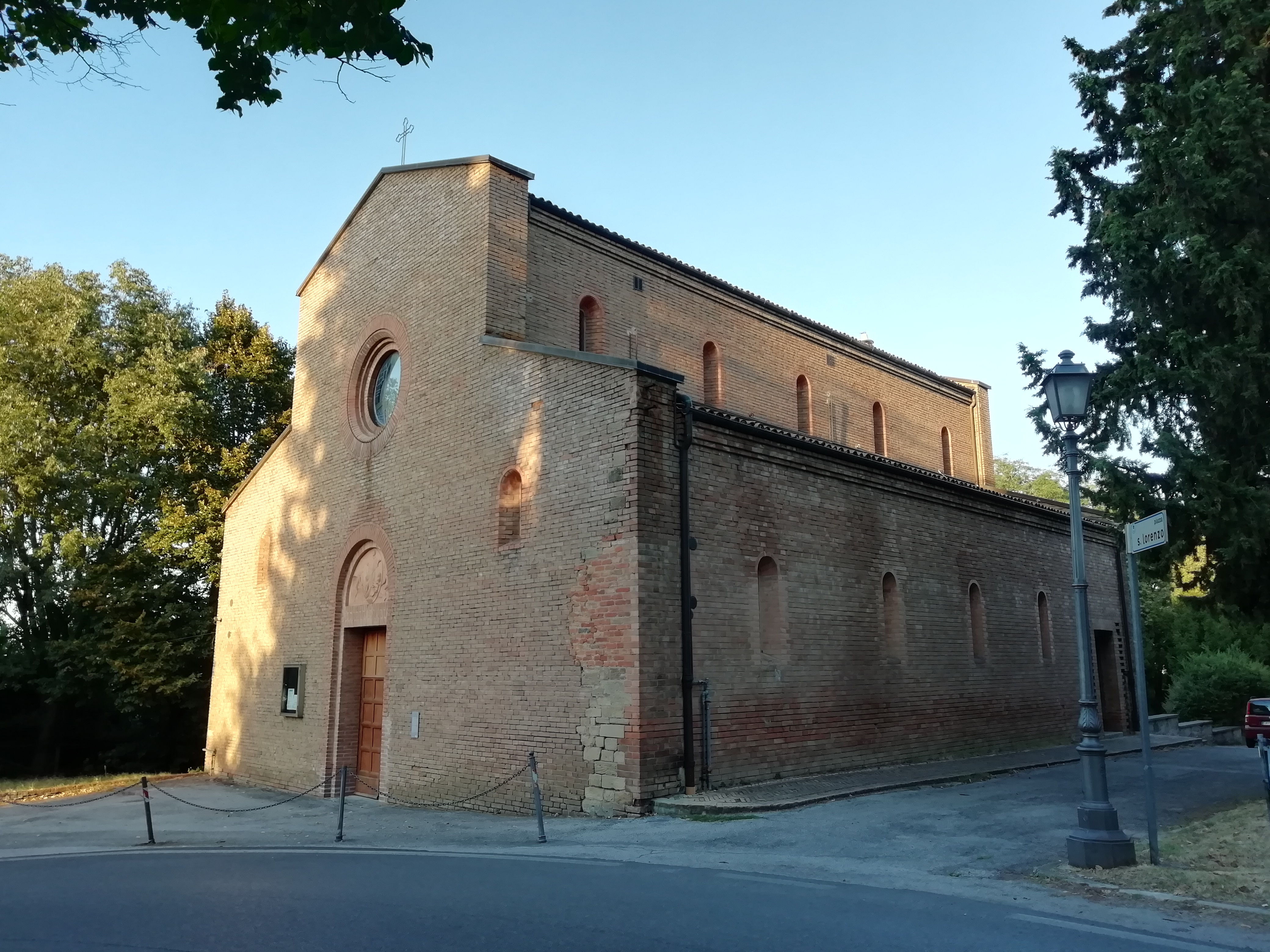
La chiesa parrocchiale di San Lorenzo

### I danni della Seconda guerra mondiale e i monumenti attuali
Varignana è stata fortemente colpita dai bombardamenti della fine della Seconda guerra mondiale anche a causa della sua vicinanza alla Linea Gotica. Con i bombardamenti gran parte del borgo di Varignana venne distrutto e con la ricostruzione la frazione mutò radicalmente il suo aspetto.
L'attuale chiesa di San Lorenzo, costruita nel 1950 a seguito della distruzione occorsa nella Seconda guerra mondiale, si erge sulle fondamenta della precedente chiesa, della quale sono rimasti solo gli attuali basamenti delle colonne, e sulla cripta pre-romanica del IX secolo. Oltre alla cripta, di Varignana si salvarono solo la torre a sud-ovest, l'Oratorio di San Giuseppe e poche altre abitazioni. Inoltre sono rimaste intatte le rovine del cassero nord di accesso al paese e alcuni resti delle mura che circondavano il castello medievale.

## Luoghi di interesse
A Varignana il principale luogo di attrazione è la cripta situata all'interno della chiesa di San Lorenzo. La struttura, datata al IX secolo, è situata sotto l'altare dell'attuale chiesa degli anni '50 ed è stata restaurata nel 1999. Oltre la cripta, di maggior impatto anche visivo sul territorio circostante c'è la torre medievale Malvezzi oggi adibita a residenza privata posta nei pressi del parco cittadino dal quale si può godere di un'ampia vista sulla pianura circostante Bologna.

## Infrastrutture e trasporti

### Strade
Varignana a causa della sua posizione collinare non è attraversata da alcuna strada principale. La strada principale più vicina è la Strada Statale 9 Via Emilia, alla quale è collegata attraverso due strade minori. 

### Trasporti
La frazione è servita da una linea del trasporto pubblico extraurbano di TPER e da alcuni treni in servizio sulla linea ferroviaria Bologna-Ancona grazie all'omonima stazione di Varignana, situata a 4 km dal paese nei pressi della vicina e più grande località di Osteria Grande.

## Stampa
- Radio Varignana
- Radio Celentano